# 河陰縣
河陰縣，中國舊縣名，在今河南省滎陽市东北。
唐开元二十二年（734年），在古汴河口建河陰倉，析汜水、武陟、滎澤等縣地，設立河陰縣。以位于黄河之南得名。五代、北宋属河南府。
元至正四年（1344年），治所迁广武山北大峪口。明洪武二年（1369年），縣治由大峪口徙至广武山南黄店街（今荥阳市广武镇），隸屬鄭州直隸州。清乾隆二十九年（1764年），省入滎澤縣。
民國二年（1913年）復置，属豫东道（後之開封道）。民國二十年（1931年）与荥泽县合并，成立广武县。